# Ребекка Елсон
Ребекка Енн Вуд Елсон (2 січня 1960 р. — 19 травня 1999 р.) — канадсько-американська жінка-астроном і письменниця.

## Біографія
Народилася в Монреалі, провінція Квебек. У підлітковому віці Елсон часто подорожувала Канадою зі своїм батьком-геологом, коли він проводив польові дослідження. Після першочергового вибору поглибленого вивчення біології (з особливим інтересом до генетики), а потім переходу до астрономії, вона отримала ступінь бакалавра в коледжі Сміта. Далі прпоходила стажування в університеті Сент-Ендрюс в Едінбурзі. Елсон отримала ступінь магістра з фізики в Університеті Британської Колумбії, а також навчалася в Кембриджському університеті, де отримувала стипендію імені Ісаака Ньютона і досягла ступеня доктора філософії в астрономії. Під час навчання Ребекка проводила багато часу в обсерваторії Маунт Стромло в Канберрі, яка працювала під керівництвом Кена Фрімена. Елсон захистила докторську дисертацію в Інституті перспективних досліджень під керівництвом Джона Н. Багкалла, після чого почала працювати в Коледжі Редкліфф у 1989 р.. На початку 1990-х вона повернулася в Інститут астрономії в Кембриджі, щоб зосередитись на науковій роботі, яку вона проводила б до кінця свого життя. Її професійна увага була зосереджена на глобулярних скупченнях, хімічній еволюції та формуванні галактик. У квітні 1990 року, коли були випущені перші зображення з космічного телескопа Хаббл, астрономи були розчаровані тим, що зображення було зіпсовано аберацією в дзеркалі космічного телескопа. Коли Хаббл відремонтували, то отримали чіткіші зображення, і це призвело до прискорення досліджень; таким чином, команда Ребекки Елсон успішно подала заявку на одне з найбільш вдалих отриманих космічних зображень орбіт того часу.
Елсон було поставлено діагноз неходжкінської лімфоми у віці 29 років, і вона успішно пройшла курс лікування. В 1996 році Ребекка вийшла заміж за італійського художника Анджело ді Сінтіо. Проте незабаром рак повернувся. Елсон померла від цієї хвороби в Кембриджі в травні 1999 року, у віці 39 років.
Велика кількість поезій та есе, які вона написала з підліткового віку і до моменту смерті, була опублікована посмертно під назвою «Відповідальність перед страхом» у 2001 році у Сполученому Королівстві, а у 2002 році й у Сполучених Штатах. Роботи були відібрані чоловіком ді Сінтіо і другом й поетом-колегою Анною Берклі з набагато більшого обсягу неопублікованих творів. Деякі з робіт відносяться до великих концепцій фізики та астрономії, часто написані несподівано абстрактно або грайливо. Інші відображають глибоку радість від життя або ж гострі спостереження наближення смерті. Колекція була визнана однією з кращих книг року за версією The Economist.
Елсон також сприяла 52 науковим дослідженням у своїй короткій професійній кар'єрі.